# Jan Golka
Jan Golka ps. „Klemens”, „Łukasz” (ur. 18 marca 1918 w Permie, zm. 23 czerwca 1973 w Kielcach) – członek Narodowych Sił Zbrojnych i Narodowego Zjednoczenia Wojskowego. Poeta, członek literackiej grupy "Ponidzie", scenograf teatralny, malarz.
W 1920 rodzina Golków powróciła z Rosji do Polski i zamieszkała w Kielcach. W 1939 J. Golka ukończył Gimnazjum im. Śniadeckich. Następnie przeszedł obowiązkową służbę wojskową w Szkole Podchorążych Artylerii Konnej we Włodzimierzu Wołyńskim. Wkrótce zdał egzamin na Wydział Architektury Politechniki Warszawskiej, ale nie zdążył rozpocząć studiów z powodu wybuchu II wojny światowej. Uczestniczył w wojnie obronnej, a po jej klęsce powrócił do Kielc. W początkowym okresie okupacji kontynuował podziemne studia. W połowie 1943 zaangażował się w działalność konspiracyjną. W listopadzie 1943 objął funkcję zastępcy szefa Oddziału VI (propaganda) Okręgu kieleckiego NSZ. Po rozłamie w NSZ na tle scalenia z AK w kwietniu 1944, został szefem Oddziału VI KG NSZ-ZJ. Jednocześnie był redaktorem pism „Nowa Polska” i „Chrobry Szlak”. Działalność tę prowadził do stycznia 1945. Po wkroczeniu wojsk radzieckich, uprzedzony o możliwym aresztowaniu, wyjechał do Poznania, gdzie został jednak aresztowany przez NKWD i wywieziony na Wschód. Do Polski wrócił w listopadzie 1945 i od razu zaangażował się w działalność podziemia niepodległościowego. Jednocześnie rozpoczął studia. W styczniu 1946 został szefem Oddziału VI (propagandy) KG NZW. W kwietniu 1946 został jednak ponownie aresztowany i przeszedł półtoraroczne śledztwo. W procesie członków KG NZW w 1948 został skazany na 12 lat więzienia. Po amnestii jego wyrok został skrócony do 8 lat, które przesiedział w więzieniu we Wronkach. Po wyjściu na wolność w 1954 nie mógł kontynuować studiów i rozpoczął pracę jako artysta plastyk, scenograf i wreszcie kierownik Teatru im. Stefana Żeromskiego w Kielcach. Opublikował także kilka tomików wierszy.

## Twórczość
- 1965 - Kwadrat
- 1971 - List miłosny